# 安東尼奧迪亞斯市
安東尼奧迪亞斯市（西班牙語：Municipio Antonio Díaz），是委內瑞拉的一個市，位於該國東部阿馬庫羅三角洲州，首府設於庫尼亞波，面積22,746平方公里，2008年人口29,000，人口密度為每平方公里1.3人。